# Aiguille des Deux Aigles
Aiguille des Deux Aigles é um dos cumes do grupo conhecido como Aiguilles de Chamonix no Maciço do Monte Branco, nos Alpes Graios.
A Aiguille des Deux Aigles está situada entre a Aiguille des Pélerins e a Aiguille du Plan. A aresta sudoeste, conhecida por Davaille Julien, tem um desnível de +500 m, tipo (TD/III/P4 ou 5c), e a Goulotte Valentine, com + 550 m, é do tipo (D+/III ou 3+/M3).

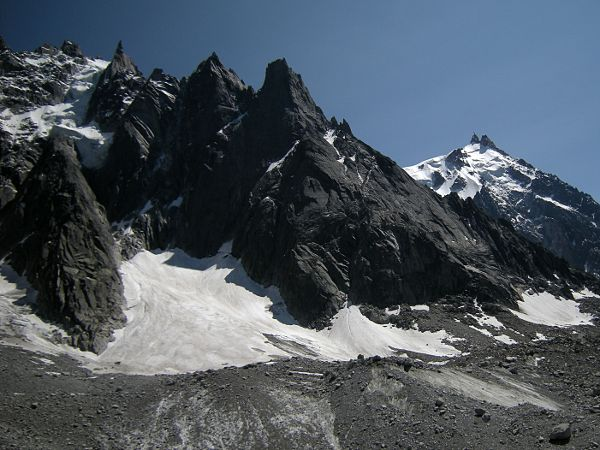
Aiguille des Deux Aigles, Pointe des Pélerins, Aiguille des Pélerins, Aiguille du Peigne (ao centro) e ao fundo à direita, a Aiguille du Midi.